# Крушевачки округ
Крушевачки округ је био административни округ Кнежевине Србије, Краљевине Србије и Краљевине Срба, Хрвата и Словенаца.

## Начелство
Начелство  је  за  своје  потребе  после  ослобођења  узело  једну зграду поред цркве, где се уселило особље. У тој згради су били до 1844. године када се усељавају у кућу Петра Лазаревића коју су откупили за те потребе. Затим су купили магацин правителствениј који је адаптиран и у њега се уселило начелство 1848. године. Купљена кућа Радована Петровића, бившег начелника, била је усељена 1861, а већ 1863. године начелство  се  усељава  у  нову  зграду  која  је  направљена  за  потребе округа. Нова зграда начелства направљена је на месту где су били двори браће Френчевића, магацин за барут, апсана, стражаре и друго, све то ограђено високим плотом.
Пошто је све то било недовољно, донета је одлука да се сагради зграда начелства која ће задовољити функционисање његових служби, и напокон је једна од најлепших зграда завршена и усељена 1904. године.
Исправник окружни
- 1833-1836 Вучко Мутавџић (?-1851), из Тоболца
- 1836-1837 Милосав Браљинац (1779-1849), из Браљине
- 1837-1838 Стојан Јовановић

Начелници Крушевачког округа
- 1839-1842 Петар Цукић-Лазаревић (?-1849)
- 1842-1857 Радован Петровић (1791-?), из Крушевца
- 1857-1859 Јоца Наумовић (1813-1879), из Параћина
- 1859-1860 Милија Бугарин
- 1860-1861 Јован Димитријевић
- 1861-1868 Павле Мутавџић (1818-1888), из Тоболца
- 1868-1869 Владимир Васић, из Крагујевца
- 1869-1874 Милан Јанковић
- 1874-1875 Живојин Блазнавац
- 1875-1876 Илија Коцић
- 1876-1881 Владимир Васић (други пут)
- 1881-1882 Димитрије Брзаковић (1826-?)
- 1882-1886 Димитрије Ђорђевић
- 1886-1891 Антоније Пантовић
- 1891-1892 Лука Вукомановић
- 1892-1893 Тодор Спасојевић
- 1893-1894 Драгољуб Јовановић
- 1894-1897 Никола Андробашић (1832-1901), из Крушевца
- 1897-1898 Сретен М. Лазаревић (1838-1916), из Баљковца
- 1898-1900 Миодраг А. Протић (1863-1900), из Крушевца
- 1900-1901 Михаило Обрадовић
- 1901-1902 Ђорђе Карајовановић
- 1902-1903 Милош Ђорђевић
- 1903-1904 Петар Благојевић
- 1904-1905 Драгутин Тодоровић
- 1905-1906 Светолик Ђ. Здравковић (1871-1950), из Крушевца
- 1906-1907 Милош Ђорђевић (други пут)
- 1907-1908 Др Ђорђе Бошковић (1866-1931), из Ужица
- 1908-1909 Живојин Аранђеловић
- 1909-1912 Љубомир Марковић (1857-?), из Крушевца
- 1912-1914 Павле Поповић
- 1918-1922 Марко Новаковић, из Шапца[2]